# Stuart Palmer
Pour les articles homonymes, voir Palmer.
Œuvres principales
- La série des Hildegarde Withers (1932-1969)

Stuart Palmer (Baraboo, Wisconsin, 21 juin 1905 - Los Angeles, Californie, 4 février 1968) est un scénariste et un auteur américain de roman policier.

## Biographie
De 1922 à 1926, il fréquente successivement le Chicago Art Institut et l'Université du Wisconsin sans grand succès.  
La crise de 1929 le contraint à exercer une foule de petits métiers: marchand de glace, marin, chauffeur de taxi, rédacteur publicitaire et même clown dans un cirque.
Las de la tâche ingrate de nègre littéraire à laquelle il s'est astreint et de la publication de quelques nouvelles dans les magazines Brief Stories, il se décide à signer deux premiers romans, dont Meurtre dans l'aquarium (1932), un roman policier humoristique qui lui assure le succès et où apparaît son détective amateur récurrent, l'hilarante Hildegarde Withers.  
Dans près de vingt romans et autant de nouvelles, cette héroïne aux chapeaux extravagants participe aux enquêtes de l'inspecteur Oscar Piper qui lui voue une admiration non feinte.  Les récits misent sur l'humour, l'ironie et quelques moments de tension.
À partir du milieu des années 1930, il mène également une prolifique carrière de scénariste à Hollywood. Il signe notamment les scénarios de plusieurs films ayant pour héros Bulldog Drummond, le personnage créé par Sapper.

## Œuvre

### Romans

#### Romans de la sérieHildegarde Withers
- The Penguin Pool Murder (1932) Publié en français sous le titre Un meurtre dans l'aquarium, Paris, Librairie des Champs-Élysées, Le Masque no 117, 1932 ; réédition, Paris, Librairie des Champs-Élysées, coll. Club des Masques n° 188, 1973 ; Paris, Édito-Services S.A., coll. Les Classiques du crime, 1982 ; réimpression dans la collection Le Masque, 1991
- Murder on Wheels (1932)
- Murder on the Blackboard (1934) Publié en français sous le titre Un drame au collège, Paris, Gallimard, coll. Le Scarabée d'or no 5, 1936
- The Puzzle of the Pepper Tree (1934)
- The Puzzle of the Silver Persian (1935) Publié en français sous le titre Le Persan bleu a vu la mort, Paris, Optic, 1946 Publié en français dans un autre traduction sous le titre Le Puzzle du persan gris, Paris, Garnier, coll. Classiques de l'énigme, 1979 Publié en français dans une autre traduction sous le titre  L'Énigme du persan gris, Paris, 10/18, coll. Grands Détectives no 3610, 2004
- The Puzzle of the Red Stallion (1935)
- The Puzzle of the Blue Banderilla (1937)
- The Puzzle of the Happy Hooligan (1941) Publié en français sous le titre Hollywood-sur-meurtre, Paris, Librairie des Champs-Élysées, Le Masque, no 1783, 1985 Publié en français sous le titre Coups tordus à Hollywood, Paris, 10/18, coll. Grands Détectives no 3747, 2005
- Miss Withers Regrets (1948)
- Four Lost Ladies (1949) Publié en français sous le titre Quatre évaporées, Paris, Julliard, coll. PJ, 1969 Publié en français dans une autre traduction sous le titre Quatre de perdues, Paris, 10/18, coll. Grands Détectives no 3611, 2004
- The Green Ace (1950)
- Nipped in the Bud (1952)
- Cold Poison (1954) Publié en français sous le titre Une très mauvaise farce, Paris, 10/18, coll. Grands Détectives no 3954, 2006
- Hildegarde Withers Makes the Scene (1969), en collaboration avec Fletcher Flora

#### Autres romans
- Aces of Jades (1931) - premier roman publié seulement en 1940
- No Flowers by Request ou Omit Flowers (1937)
- Before it's too Late (1950) - signé Jay Stewart
- Unhappy Hooligan (1956)
- Rook takes Knight (1968)

### Nouvelles

#### Nouvelles de la sérieHildegarde Withers
- The Riddle of the Blueblood Murders (1934) Publié en français sous le titre Le Grand Méchant Loup, Paris, Fayard, Le Saint détective magazine no 101, juillet 1963
- The Riddle of the Forty Naughty Girls (1934)
- The Riddle of the Hanging Man (1934) Publié en français sous le titre L'Énigme des pendus, Paris, Fayard, Le Saint détective magazine no 131, janvier 1966
- The Riddle of Black Spade (1934) Publié en français sous le titre La mort attendait au septième trou, Paris, Fayard, Le Saint détective magazine no 122, avril 1965
- Riddle of the Marble Blade (1934) Publié en français sous le titre La Statue de marbre, Paris, Fayard, Le Saint détective magazine no 96, février 1963
- The Riddle of the Whirling Lights (1935)
- The Doctor's Double ou The Riddle of the Doctor's Double (1937) Publié en français sous le titre Le Docteur et son sosie, Paris, Opta, Mystère magazine no 24, janvier 1950
- The Riddle of the Jack of Diamonds (1938)
- The Purple Postcard (1939)
- Drop of Green Fire ou Green Fire ou The Riddle of Green Fire (1941)
- Green Ice (1941) Publié en français sous le titre Et l'émeraude était prise, Paris, Opta, Mystère magazine no 1, janvier 1948
- The Lady from Dubuque ou The Puzzle of the Scorned Woman (1942) Publié en français sous le titre La Tante du Far-West, Paris, Opta, Mystère magazine no 3, mars 1948
- The Blue Fingerprint ou A Fingerprint in Cobalt (1942) Publié en français sous le titre L'Empreinte bleue, Paris, Opta, Mystère magazine no 2, février 1948
- The Riddle of the Twelve Amethysts (1945) Publié en français sous le titre Tel est pris qui croyait prendre, Paris, Opta, Mystère magazine no 29, juin 1950
- Snafu Murder (1945) Publié en français sous le titre L'Affaire des deux initiales, Paris, Opta, Mystère magazine no 4, avril 1948
- The Riddle of the Black Museum (1946) Publié en français sous le titre L'Énigme du musée noir, Paris, Opta, Mystère magazine no 6, juin 1948 ; réédition, Paris, Opta, L'Anthologie du Mystère no 5, 1967
- The Monkey Murder (1947) Publié en français sous le titre Singerie, Paris, Opta, Mystère magazine no 22, novembre 1949
- The Riddle of the Double Negative (1947) Publié en français sous le titre Le Double Alibi, Paris, Opta, Mystère magazine no 38, mars 1951
- Fingerprints Don't Lie (1947) Publié en français sous le titre Les empreintes digitales ne mentent pas, Paris, Opta, L'Anthologie du Mystère no 6, mars 1965
- The Riddle of the Tired Bullet (1948) Publié en français sous le titre La Balle morte, Paris, Opta, Mystère magazine no 14, mars 1949
- Fear Death by Water (1949)
- Once Upon a Train (1950), en collaboration avec Craig Rice Publié en français sous le titre Il était une voie, Paris, Opta, Mystère magazine no 100, juin 1956 ; réédition dans Anthologie de la littérature policière, Paris, Ramsay, 1980 ; réédition dans Trains rouges, Julliard, coll. La Bibliothèque criminelle, 1990
- Where Angels Fear to Tread (1951) Publié en français sous le titre Hildegarde renvoie la balle, Paris, Opta, Mystère magazine no 57, octobre 1952
- Cherchez la Frame (1951), en collaboration avec Craig Rice Publié en français sous le titre Cherchez la trame, Paris, Opta, Mystère magazine no 109, mars 1957
- The Jinx Man (1952) Publié en français sous le titre L'Homme marqué par le sort, Paris, Opta, Mystère magazine no 80, septembre 1954
- Autopsy and Eva (1954), en collaboration avec Craig Rice Publié en français sous le titre Ève aux abois, Paris, Opta, Mystère magazine no 120, janvier 1958
- Rift in the Loot (1954), en collaboration avec Craig Rice Publié en français sous le titre Laitue braisée, Paris, Opta, Mystère magazine no 145, février 1960
- Hildegarde and the Spanish Cavalier (1955) Publié en français sous le titre Hildegarde et le Cavalier espagnol, Paris, Opta, Mystère magazine no 151, août 1955
- You Bet Your Life (1957) Publié en français sous le titre Groucho Marx colle Hildegarde, Paris, Opta, Mystère magazine no 205, février 1965
- Withers and Malone, Brain Stormers (1958), en collaboration avec Craig Rice Publié en français sous le titre Idées de génie en tout genre, Paris, Opta, Mystère magazine no 212, septembre 1965
- Who is Sylvia ? (1961) Publié en français sous le titre Hildegarde, Oscar et Sylvia, Paris, Opta, Mystère magazine no 220, mai 1966
- Withers and Malone, Crime-Busters (1963) en collaboration avec Craig Rice Publié en français sous le titre Hildegarde soigne Malone, Paris, Opta, Mystère magazine no 201, octobre 1964
- The Return of Hildegarde Withers (1964) Publié en français sous le titre Danse macabre pour Hildegarde, Paris, Opta, Mystère magazine no 209, 1965
- Hildegarde Withers is back (1968) Publié en français sous le titre Hildegarde Withers est de retour, Paris, Opta, Mystère magazine no 262, décembre 1969
- The Stripteaser and the Private Eye (1968) Publié en français sous le titre Strip-tease, Paris, Opta, Mystère magazine no 256, juin 1969
- Hildegarde Plays it Calm (1969) Publié en français sous le titre Hildegarde reste calme, Paris, Opta, Mystère magazine no 263, janvier 1970

#### Autres nouvelles
- At the Pistol's Point (1929)
- A Smooth Racket (1929)
- Gold Extra ! (1929)
- The Mystery Lauch (1929)
- The Hunk of Gold (1929)
- The Dark Soul Complex (1930)
- The King of Cannibals Isles (1930)
- Razzberries for Two (1939)
- The Adventure of the Marked Man (1944)
- The Long Worm (1947) Publié en français sous le titre L'Aventure du ver extraordinaire dans Sherlock Holmes Memorial, Paris, Clancier-Guénaud, Polar, 1982
- Some of My Best Friends (1950) Publié en français sous le titre Mes meilleurs amis, Paris, Opta, Mystère magazine no 228, janvier 1967
- A Valentine for the Victim (1954)
- The Murder Mask (1955)
- Once aboard the Lugger (1956) Publié en français sous le titre Vogue la galère, dans Meurtres pour de vrai, Paris, Gallimard, Série Noire no 2344, 1994
- Future Imperfect (1957)
- Murder is my Business (1958)
- Cue for a Headache (1961)
- The Pluperfect Murder (1964) Publié en français sous le titre Un plan presque parfait, Paris, Fayard, Le Saint détective magazine no 117, novembre 1964

### Recueils de nouvelles

#### Recueils de nouvelles de la série Hildegarde Withers
- The Riddles of Hildegarde Withers (1947)
- The Monkey Murder and other Hildegarde Withers Stories (1950)
- People versus Withers and Malone (1963), en collaboration avec Craig Rice
- Hildegarde Withers: Uncollected Riddles (2002), recueil posthume

#### Autres recueils de nouvelles
- The Adventures of the Marked Man and One Other (1973)
- Once Upon a Train and Others Stories (1981), en collaboration avec Craig Rice